# إسكار
إسكار (بالإسبانية: Íscar)‏ هي بلدية تقع في مقاطعة بلد الوليد، قشتالة وليون، إسبانيا. حسب تعداد 2004 (المعهد الوطني للإحصائيات) كان عدد سكان البلدية 6،508 نسمة.